# A Terra Prometida
A Terra Prometida é uma telenovela brasileira exibida pela Record entre 5 de julho de 2016 e 13 de março de 2017, em 179 capítulos, substituindo Os Dez Mandamentos e sendo substituída por O Rico e Lázaro. Foi a 26ª novela exibida pela emissora desde a retomada da dramaturgia em 2004. Escrita por Renato Modesto, com a colaboração de Aimar Labaki, Carla Piske, Ecila Pedroso, Jaqueline Vargas, Marcos Lazarini e Stephanie Mendes, sob direção de Ajax Camacho, Armê Manente, Hamsa Wood, Rudi Lagemann e Viviane Jundi e direção geral de Alexandre Avancini. É uma continuação de Os Dez Mandamentos, contando a história de Josué, o sucessor de Moisés, sendo inspirada no Livro de Josué. A trama traz alguns personagens da novela anterior.
Conta com as atuações de Sidney Sampaio, Thaís Melchior, Paloma Bernardi, Beth Goulart, Cristiana Oliveira, Kadu Moliterno, Miriam Freeland e Rafael Sardão.

## Produção
A parte introdutória de A Terra Prometida, que conta a história dos 40 anos pelo deserto, acabou desmembrada formando uma nova temporada de Os Dez Mandamentos chamada Os Dez Mandamentos - Nova Temporada e que foi exibida de 4 de abril a 4 de julho de 2016. Em seguida inicia-se A Terra Prometida que narra a história do povo hebreu já sob o comando de Josué, ele tem a missão de comandar as doze tribos de Israel  na conquista de Canaã, a Terra Prometida.

## Enredo
"A mensagem principal, no sentido mais simbólico, que eu procuro passar com a telenovela, é uma mensagem de otimismo. Eu sempre digo que a história de Josué e dos hebreus é a história de todos nós. Todos nós, na vida, temos que ultrapassar rio Jordão, temos que derrubar muralhas de Jericó. Todos nós enfrentamos grandes desafios, de grandes dificuldades. E, para superar os desafios da vida, precisamos ter muita perseverança, muita coragem, muita fé. Para mim, a grande mensagem da telenovela é essa. Uma mensagem de perseverança"

—Renato Modesto, autor da telenovela.
Aproximadamente 1200 a.C. – Acampamento hebreu em Sitim, no deserto de Moabe. Após a morte de Moisés, Josué (Sidney Sampaio) é o novo líder dos hebreus. Ele é um guerreiro experiente, dotado de coragem, determinação e de uma fé poderosa. Mas não é tarefa fácil conduzir um povo ao seu destino. Com seus aliados mais próximos e de confiança, o sacerdote levita Eleazar (Bernardo Velasco) e o líder da tribo de Judá, Calebe (Milhem Cortaz), Josué tem que cumprir uma difícil missão ordenada por Deus: comandar as doze tribos de Israel na conquista de Canaã, a Terra Prometida.
É um grande desafio porque, para chegar a Canaã, é preciso cruzar antes de tudo o Rio Jordão que está caudaloso como nunca, em época de cheia. Depois os hebreus terão que guerrear contra os cananeus que dominam aquela terra, povos pagãos, idólatras e extremamente violentos. Ao longo da telenovela, enfrentarão reis, rainhas, nobres e generais perigosos, vingativos e exóticos como o rei Marek (Igor Rickli) , a rainha Kalesi (Juliana Silveira) e o comandante chefe Tibar (Leonardo Franco), de Jericó; o rei Durgal (Roberto Frota) e seu irmão, o governador Kamir (Roberto Bomtempo), do reino de Ai; entre outros vilões ameaçadores. O primeiro grande confronto de Israel é contra o fortificado reino de Jericó, protegido por lendárias muralhas duplas que, além de altíssimas, possuem quatro metros de largura cada uma, um obstáculo aparentemente intransponível. Porém nada é impossível para aqueles que são escolhidos pelo Senhor e nele depositam uma fé verdadeira. Auxiliados por prodigiosos milagres do Senhor, Josué e os hebreus atravessam o Jordão, veem as muralhas desabarem ao som de suas trombetas e gritos e vão vencendo bravamente cada um dos reinos inimigos que encontram no seu caminho.
Mas não é só com os cananeus que Josué e seus aliados terão que se preocupar. Dentro do próprio acampamento hebreu, existem fortes opositores ao comando de Josué, sendo que o principal deles é o vilão Acã (Kadu Moliterno), que tem como cúmplices seus filhos Melquias (Gabriel Gracindo) e Gibar (Rodrigo Phavanello). Em paralelo às suas responsabilidades como líder de Israel, Josué vive uma emocionante história de amor com a linda Aruna (Thaís Melchior), uma mocinha corajosa e determinada, exímia com a espada, capaz de guerrear ao lado os soldados homens quando necessário. O problema é que a irmã de criação de Aruna, a geniosa e briguenta Samara (Paloma Bernardi) também é apaixonada por Josué. Tendo sua traiçoeira mãe Leia (Beth Goulart) como cúmplice, Samara vai fazer de tudo para separar o casal central. Outras emocionantes histórias de amor vão agitar a telenovela. Salmon (Rafael Sardão), um dos mais importantes guerreiros hebreus, vai se apaixonar por Raabe (Miriam Freeland), uma prostituta de Jericó que, por auxiliar a ele e outro espião de Israel, recebe o prêmio de ser acolhida com sua família em Israel. O casal vai enfrentar todo tipo de oposição e de preconceito, principalmente da ex-namorada de Salmom, a ciumenta Jéssica (Maytê Piragibe), e da pessimista e fofoqueira Mara (Cristiana Oliveira).
Também teremos a paixão proibida de Livana (Letícia Medina) e Maquir (Alexandre Slaviero), jovens de tribos diferentes que são, por isso, proibidos de viver seu amor. Com o tempo, Livana vai descobrir que Maquir não é tão honesto como ela imaginava e, a partir daí, ela terá que lutar para ser feliz ao lado de outro guerreiro, Rune (Douglas Sampaio). Vamos acompanhar a tristeza da bondosa Sama (Andrea Avancini) que, por não poder ter filhos, é forçada a aceitar que seu querido marido Boã (Tatsu Carvalho) arrume uma segunda esposa, a dissimulada Ruth (Louise Marrie). Vamos rir com as dificuldades da delicada Tirda (Priscila Ubba), às voltas com um marido brutamontes e mal-educado, Haniel (Paulo César Grande). E vamos chorar com as desventuras de Chaia (Juliana Boller) e Zaqueu (Ricky Tavares), um casal apaixonado que acaba sendo separado pelas armações de um vilão vingativo, o soldado Tobias (Raphael Viana). Muita ação e aventura também vão rechear a trama. Além das épicas cenas de guerra, teremos também fantasia e humor. O fraco e tímido guerreiro Otniel (Leonardo Miggiorin) e as crianças Lila (Myrella Victória), Nobá (Frederico Volkmann) e Gael (Miguel Costa) vão descobrir o sentido da verdadeira amizade com um gigante bondoso, Talmal (Paulo Goulart Filho). E, no lado cananeu, vamos acompanhar as aventuras de um divertido bando de meninos de rua, os Lagartos Gosmentos.
Voltando à trama central, Josué e seus aliados conseguem vencer gloriosamente Jericó, cujas muralhas vão abaixo graças a um milagre do Senhor. Em seguida, eles atacam o reino de Ai, dominado pelo excêntrico rei Durgal, onde para surpresa geral, sofrem uma grande e vergonhosa derrota. Josué fica arrasado, mas logo o próprio Deus explica a ele que o culpado do fracasso foi o vilão Acã que, contrariando a vontade divina, roubou espólios de guerra de Jericó. Como castigo, Acã e seus filhos são executados. Livres assim do pecado, os hebreus investem novamente contra Ai e, dessa vez, alcançam uma gloriosa vitória, sendo que na batalha final, Deus realiza outro de seus milagres, permitindo que Josué pare o sol no meio do céu por um dia inteiro. A fama dos hebreus já percorre agora toda Canaã e deixa os inimigos amedrontados. É por medo que o rei de Gibeão, Zareg, tenta aplicar um golpe: ele e sua corte abandonam sua cidade e vão ao encontro dos hebreus disfarçados, fingindo ser um povo que vem de muito longe, de fora de Canaã. Levam sacos velhos sobre seus jumentos e jarros surrados e manchados. Suas roupas estão puídas e suas sandálias velhas e remendadas. Todo o pão que levam está seco e bolorento.
Dizendo que são aliados, os gibeonitas conseguem ser recebidos entre os hebreus. Seu golpe, porém, logo é desvendado e, como castigo, eles se tornam servos, carregadores de lenha e de água. A chegada dos gibeonitas traz novos personagens e reviravoltas para a trama: a vilã Mara, influenciada pelos estrangeiros, decide aprender a arte da feitiçaria, algo que acaba por lhe trazer imenso sofrimento. Enquanto isso, Adonizedeque, rei de Jerusalém, convoca outros quatro grandes reis e forma uma coalizão para enfrentar os hebreus. Estes reis são Pirã, Debir, Hoão e Jafia. Nesse momento da história, os vilões Samara e Tobias armam um golpe que faz Josué pensar que sua amada Aruna foi morta. É o momento mais difícil da trajetória do protagonista, mas ele segue firme em sua fé e não esmorece em sua missão. Na batalha contra os reis da coalizão (Jerusalém, Pirã, Debir, Hoão e Jafia) o Deus dos hebreus prova que só Ele é invencível e Israel alcança nova vitória. É então que Aruna volta, para grande alegria de Josué.
Ele segue liderando o povo e uma passagem de tempo mostra que Israel vai vencendo mais de quarenta reinos inimigos, um por um, confirmando cada vez mais o domínio sobre Canaã. Agora faltam poucos inimigos ainda por exterminar e Josué percebe que está chegando a hora daquela terra repousar da guerra. Depois de outra passagem de tempo, Josué já está mais velho, feliz ao lado da sua também já mais velha esposa Aruna. Ele então divide as terras de Canaã entre as doze tribos, cumprindo a vontade do Senhor. Depois de mais uma passagem de tempo, Josué já é um ancião. Sentindo que já está próximo o dia da sua morte, ele chama os líderes de todas as tribos, os oficiais e os juízes para seu discurso final. Nele, Josué relembra as muitas vitórias que alcançaram e relembra as muitas aventuras e batalhas que viveram desde a saída do Egito e durante toda a conquista de Canaã. Dali em diante, todos devem seguir servindo ao Senhor, o Deus santo e zeloso que não perdoará transgressões ou pecados do seu povo. Josué apanha então uma grande pedra como testemunho da aliança feita entre todo o povo e a coloca debaixo de um carvalho, tornando aquele lugar santo. Depois dessas coisas, Josué, este servo do Senhor, grandioso líder militar e espiritual, morre com a idade de cento e dez anos, ficando para sempre como inspiração para todos, como exemplo perfeito de fé, perseverança e coragem.

## Elenco

### Fase de Jericó
| Intérprete         | Personagem                        |
| ------------------ | --------------------------------- |
| Sidney Sampaio     | Josué, General de Israel          |
| Thaís Melchior     | Aruna bat Quemuel                 |
| Paloma Bernardi    | Samara bat Quemuel                |
| Beth Goulart       | Léia                              |
| Raymundo de Souza  | Quemuel, Líder de Efraim          |
| Igor Rickli        | Marek, Rei de Jericó              |
| Juliana Silveira   | Kalési, Rainha de Jericó          |
| Miriam Freeland    | Raabe                             |
| Rafael Sardão      | Salmon ben Naasson                |
| Leonardo Franco    | Tibar, General de Jericó          |
| Milhem Cortaz      | Calebe, Líder de Judá             |
| Cristiana Oliveira | Mara                              |
| Kadu Moliterno     | Acã ben Carmi                     |
| Maytê Piragibe     | Jéssica bat Elias                 |
| Guilherme Boury    | Iru ben Calebe                    |
| Nívea Stelmann     | Noemi                             |
| Elizângela         | Milah                             |
| Walter Breda       | Orias                             |
| Marcos Winter      | Merodaque, Sacerdote de Jericó    |
| Raphael Viana      | Tobias ben Quemuel                |
| Ricky Tavares      | Zaqueu                            |
| Juliana Boller     | Chaia                             |
| Alexandre Slaviero | Maquir ben Haniel                 |
| Letícia Medina     | Livana bat Elidade                |
| Douglas Sampaio    | Rune                              |
| Bernardo Velasco   | Eleazar, Sumo Sacerdote de Israel |
| Brendha Haddad     | Inês bat Putiel                   |
| Fábio Villa Verde  | Aiúde, Líder de Aser              |
| Day Mesquita       | Ioná bat Aiúde                    |
| Cláudio Gabriel    | Elói                              |
| Leonardo Miggiorin | Otniel ben Quenaz                 |
| Marisol Ribeiro    | Acsa bat Calebe                   |
| Rodrigo Phavanello | Gibar ben Acã                     |
| Paulo César Grande | Haniel, Líder de Manassés         |
| Ernani Moraes      | Pedael, Líder de Naftali          |
| Daniel Erthal      | Isaac ben Pedael                  |
| Andréa Avancini    | Sama                              |
| Tatsu Carvalho     | Boã, Líder de Rúben               |
| Guilherme Leme     | Elidade, Líder de Benjamin        |
| Valéria Alencar    | Laila                             |
| Roberto Frota      | Durgal, Rei de Ai                 |
| Iran Malfitano     | Yussuf, General de Ai             |
| Roberto Bomtempo   | Kamir, Governador de Ai           |
| Yaçanã Martins     | Adara                             |
| Luciana Braga      | Yana / Maya                       |
| Caetano O'Maihlan  | Setur                             |
| João Bourbonnais   | Elias                             |
| André Ramiro       | Jesana                            |
| Castrinho          | Farduk                            |
| Felipe Folgosi     | Elieber ben Quemuel               |
| Stephannie Mello   | Einat                             |
| Felipe Cunha       | Tarik                             |
| Myrella Victória   | Lila bat Naasson                  |
| João Fernandes     | Galimedes                         |

### Fase de Ai
| Intérprete          | Personagem                        |
| ------------------- | --------------------------------- |
| Sidney Sampaio      | Josué, General de Israel          |
| Thaís Melchior      | Aruna bat Quemuel                 |
| Paloma Bernardi     | Samara bat Quemuel                |
| Beth Goulart        | Léia                              |
| Raymundo de Souza   | Quemuel, Líder de Efraim          |
| Miriam Freeland     | Raabe                             |
| Rafael Sardão       | Salmon ben Naasom                 |
| Kadu Moliterno      | Acã ben Carmi                     |
| Guilherme Boury     | Iru ben Calebe                    |
| Carla Diaz          | Melina, Princesa de Ai / Najara   |
| Maytê Piragibe      | Jéssica bat Elias                 |
| Roberto Frota       | Durgal, Rei de Ai                 |
| Iran Malfitano      | Yussuf, General de Ai             |
| Roberto Bomtempo    | Kamir, Governador de Ai           |
| Rafaela Mandelli    | Ula                               |
| Flávia Monteiro     | Ravena, Sacerdotisa de Ai         |
| Milhem Cortaz       | Calebe, Líder de Judá             |
| Nivea Stelmann      | Noemi                             |
| Ariela Massotti     | Laís                              |
| Luciana Braga       | Yana / Maya                       |
| Cristiana Oliveira  | Mara                              |
| Rodrigo Phavanello  | Gibar ben Acã                     |
| Fernanda Nizzato    | Tiléia                            |
| Elisângela          | Milah                             |
| Walter Breda        | Orias                             |
| Nica Bonfim         | Zaíra                             |
| Letícia Medina      | Livana bat Elidade                |
| Douglas Sampaio     | Rune                              |
| Alexandre Slaviero  | Maquir ben Haniel                 |
| Paulo César Grande  | Haniel, Líder de Manassés         |
| Leonardo Miggiorin  | Otniel ben Quenaz / Drugo         |
| Marisol Ribeiro     | Acsa bat Calebe                   |
| Fábio Villa Verde   | Aiúde, Líder de Aser              |
| Day Mesquita        | Ioná bat Aiúde                    |
| Cláudio Gabriel     | Elói / Valkyrios                  |
| Bernardo Velasco    | Eleazar, Sumo Sacerdote de Israel |
| Brenda Haddad       | Inês bat Putiel                   |
| Guilherme Leme      | Elidade, Líder de Benjamin        |
| Valéria Alencar     | Laila                             |
| Tatsu Carvalho      | Boã, Líder de Rúbem               |
| Andréa Avancini     | Sama                              |
| Raphael Viana       | Tobias ben Quemuel                |
| Ricky Tavares       | Zaqueu                            |
| Juliana Boller      | Chaia                             |
| Paulo Goulart Filho | Gigante Talmal                    |
| Ernani Moraes       | Pedael, Líder de Naftali          |
| Daniel Erthal       | Isaac ben Pedael                  |
| André Ramiro        | Jesana                            |
| Mário Frias         | Adonizedeque, Rei de Jerusalém    |
| Joelson Medeiros    | Abul, General de Jerusalém        |
| Caetano O'Maihlan   | Setur                             |
| Roberto Lopes       | Kruga                             |
| João Bourbonnais    | Elias                             |
| Myrella Victória    | Lila bat Naasom                   |

### Fase de Gibeão e Jerusalém
| Intérprete               | Personagem                        |
| ------------------------ | --------------------------------- |
| Sidney Sampaio           | Josué, General de Israel          |
| Thaís Melchior           | Aruna bat Quemuel                 |
| Paloma Bernardi          | Samara bat Quemuel                |
| Raphael Viana            | Tobias ben Quemuel                |
| Beth Goulart             | Léia                              |
| Raymundo de Souza        | Quemuel, Líder de Efraim          |
| Luciana Braga            | Yana / Maya                       |
| Mário Frias              | Adonizedeque, Rei de Jerusalém    |
| Ricardo Duque            | Zareg, Rei de Gibeom              |
| Joelson Medeiros         | Abul                              |
| Miriam Freeland          | Raabe                             |
| Rafael Sardão            | Salmon ben Naasom                 |
| Milhem Cortaz            | Calebe, Líder de Judá             |
| Nívea Stelman            | Noemi                             |
| Guilherme Boury          | Iru ben Calebe                    |
| Maytê Piragibe           | Jéssica bat Elias                 |
| Leonardo Miggiorin       | Otniel ben Quenaz                 |
| Marisol Ribeiro          | Acsa bat Calebe                   |
| Rafaela Mandelli         | Ula                               |
| Bernardo Velasco         | Eleazar, Sumo Sacerdote de Israel |
| Brendha Haddad           | Inês bat Putiel                   |
| Rafael Queiroz           | Finéias ben Eleazar               |
| Cristiana Oliveira       | Mara                              |
| Fábio Villa Verde        | Aiúde, Líder de Aser              |
| Day Mesquita             | Ioná bat Aiúde                    |
| Cláudio Gabriel          | Elói                              |
| Elizângela               | Milah                             |
| Walter Breda             | Orias                             |
| Alexandre Slaviero       | Maquir ben Haniel                 |
| Letícia Medina           | Livana bat Elidade                |
| Douglas Sampaio          | Rune                              |
| Naiumi Goldoni           | Lina                              |
| Paulo Goulart Filho      | Gigante Talmal                    |
| Paulo César Grande       | Haniel, Líder de Manassés         |
| Ernani Moraes            | Pedael, Líder de Naftali          |
| Daniel Erthal            | Isaac ben Pedael                  |
| João Bourbonnais         | Elias                             |
| Ariela Massotti          | Laís                              |
| Antônio Carlos Bernardes | Bomani                            |
| Myrella Victória         | Lila bat Naasom                   |
| Malu Stanchi             | Lila bat Naasom                   |

## Repercussão

### Audiência e impacto junto ao público
Exibição Original
Sucessora de Os Dez Mandamentos, a telenovela bíblica "A Terra Prometida" manteve a média de audiência da saga de Moisés que a antecedeu. A trama, de autoria de Renato Modesto e com direção geral de Alexandre Avancini, teve seu primeiro capítulo exibido na noite de 5 de julho de 2016, foi ao ar das 20h40 às 21h52 alcançando média de 18 pontos de audiência com pico de 19 pontos e share de 24% na Grande São Paulo, a trama manteve o canal em 2.º lugar absoluto, cada ponto equivale a 69 mil domicílios.
Com 130 capítulos ao custo de R$ 650 mil cada um, a história acompanha o personagem bíblico Josué na missão de liderar as 12 tribos de Israel na conquista de Canaã, a terra prometida do título. Até o destino final, o autor Renato Modesto avisa que as cenas de batalha estão garantidas. Os internautas se emocionaram com a exibição do primeiro capítulo do folhetim, que mostra a saga do novo líder dos hebreus, Josué (Sidney Sampaio). A hashtag #ATerraPrometida ficou entre os assuntos mais comentados do Twitter e os telespectadores se emocionaram com a telenovela.
Com a milagrosa travessia do rio Jordão pelo povo hebreu exibida na noite de 22 de agosto de 2016, a telenovela A Terra Prometida, mais uma vez, teve um ótimo desempenho e consolidou o segundo lugar isolado na audiência. O capítulo exibido na faixa das 20h39 às 21h45, marcou média de 17 pontos, pico de 18 pontos e share de 22%, ocupando o segundo lugar absoluto com a cena.
O sucesso de A Terra Prometida fez aumentar a cada dia a audiência da produção, mantendo o segundo lugar isolado em todo o país. Na semana de 3 a 9 de outubro de 2016, a telenovela registrou excelentes audiências segundo dados do PNT (Painel Nacional de Televisão), com as cenas que anteciparam a aguardada queda das Muralhas de Jericó. Em Belém, cidade em que a telenovela atinge os maiores índices, fechou a semana com 23,3 pontos de média. Em Vitória, registrou 18,6 pontos de média. Em Goiânia, a média foi de 17,5 pontos. No Recife, garantiu média de 16,4 pontos. No Rio de Janeiro, consolidou com média de 15,8 pontos. Em Belo Horizonte, a média foi de 15,4 pontos e em São Paulo, marcou 14,6 pontos de média.[carece de fontes?]
A RecordTV começou a exibir na noite de 17 de outubro de 2016, a esperada cena da queda das muralhas de Jericó, na telenovela “A Terra Prometida”. Assim como a abertura do Mar Vermelho em "Os Dez Mandamentos", a sequência de cenas da queda das muralhas foi muito aguardada e rendeu recorde de citações nas redes sociais e uma das melhores médias de audiência do folhetim. Exibidas nos minutos finais da telenovela bíblica, as cenas, que continuam no capítulo seguinte, chegaram ao trending topics do Twitter. A hashtag “Queda das Muralhas” liderou o Trending topics (ranking de assuntos mais comentados – do Twitter no Brasil). Segundo dados do Ibope, o capítulo exibido entre 20h50 e 22h07, alcançou média de 16,9 pontos em São Paulo. O capítulo mostrou o início da batalha militar dos hebreus contra os cananeus às portas de Jericó. Segundo a narração do Velho Testamento, o exército de Josué entra na cidade depois que as muralhas caem ao som das trombetas. O capítulo do dia 18 de outubro de 2016 continuou exibindo a invasão do exército hebreu a Jericó e a destruição total da cidade, garantindo  a melhor audiência desde a estreia. Exibido das 20h50 às 21h56, o folhetim bíblico escrito por Renato Modesto cravou 17,8 pontos de média, 19 de pico e 25% de share.
A telenovela "A Terra Prometida" alcançou o primeiro lugar isolado na audiência em Belém. Durante o mês de outubro, a trama de autoria de Renato Modesto e com direção geral de Alexandre Avancini, marcou média de 25 pontos com share de 36%, enquanto a Globo registrou 24 pontos de média com share de 35%. Em Goiânia, a telenovela também fechou o mês em primeiro lugar na audiência com 19 pontos de média e share de 29%. Em Vitória, a saga de Josué garantiu o segundo lugar isolado com média de 18 pontos e share de 26%. Em Recife e Rio de Janeiro, consolidou o segundo lugar isolado com média de 16 pontos. Em São Paulo, também consolidou o segundo lugar isolado com 15 pontos de média e share de 21%.[carece de fontes?]
No capítulo exibido em 21 de dezembro de 2016, em que Acã (Kadu Moliterno), Melquias (Gabriel Gracindo) e Gibar (Rodrigo Phavanello) são apedrejados, apresentou uma ótima audiência e garantiu a vice-liderança isolada nas duas principais praças do país: SP e RJ. A telenovela, assinada por Renato Modesto, exibida entre 20h39 e 21h42, marcou segundo dados consolidados do Kantar Ibope 13,3 pontos de média e chegou a picos de 15,3 pontos e share de 20% na Grande São Paulo, alcançando a marca de 3,1 milhões de espectadores. No mesmo horário a emissora terceira colocada registrou 10 pontos de média apenas. No Rio de Janeiro, a telenovela também conquistou o segundo lugar isolado com o dobro da média da terceira colocada. A trama conquistou 14 pontos de média, 16 de pico e share de 24%. A emissora terceira colocada marcou apenas 7 pontos de média. Os dados apresentados são consolidados e refletem a preferência de um seleto grupo de espectadores situados na Região Metropolitana de São Paulo. Cada ponto na capital paulista equivale a 69,4 mil domicílios ou 197,8 mil espectadores.[carece de fontes?]
A média nacional da telenovela de julho a dezembro de 2016 é de 14 pontos. A explicação de Marcelo Silva, vice-presidente artístico e de produção da Record, foi simples. Ele ponderou: “O público demonstra que aceitou a ideia que escolhemos para contar histórias bíblicas, com um formato que desenvolve passagens marcantes da mais popular publicação do mundo”, disse ele, em entrevista ao UOL.
O capítulo exibido em 3 de janeiro de 2017 garantiu média de 14 pontos, com pico de 16 e share de 20% em São Paulo, ficando em segundo lugar. Já no Rio de Janeiro, a telenovela conseguiu a vice-liderança isolada com 17 pontos, com pico de 19 e share de 24%.
O último capítulo da telenovela A Terra Prometida foi exibido na noite de 13 de março de 2017, na faixa das 20h30 às 20h56. O capítulo marcou, em São Paulo,16 pontos de média, pico de 17 pontos e share de 21%, contra 11 pontos da terceira colocada. No Rio de Janeiro, marcou média de 18 pontos contra 8 pontos da terceira colocada. O capítulo final apresentou uma espécie de revisão da trajetória de Josué (Sidney Sampaio) como líder dos hebreus e a passagem da liderança para Otniel (Leonardo Miggiorin). Além disso, mostrou flashbacks de cenas como as da queda da muralha de Jericó e, junto com eles, saltos no tempo foram utilizados como recursos narrativos. Após um desses saltos, o público viu Josué e Aruna (Thaís Melchior) conversando sentados à sombra da tamareira que plantaram muitos anos antes.
Primeira reprise
O primeiro capítulo exibido em 25 de julho de 2018 garantiu 9,9 pontos de média e consagrou-se com  a vice-liderança na disputa contra o SBT Brasil, mas no confronto com o Roda a Roda fechou em terceiro lugar.
Bateu recorde em 7 de agosto de 2018 registrando 11 pontos de média e permaneceu na vice-liderança, além de superar a exibição de Jesus nesse dia. Voltou a bater recorde em 4 de dezembro de 2018 marcando 11,6 pontos além de ser a segunda maior audiência do dia. Nos dias 27 e 28 de fevereiro de 2019, a novela registrou sua melhor média com 11,7 pontos. Em 20 de março de 2019, bateu seu maior recorde com 12,5 pontos. Seu menor índice foi registrado em 21 de dezembro de 2018 quando marcou 6,4 pontos.
O último capítulo registrou 10,4 pontos e foi vice-líder isolado. Teve média geral de 10 pontos, satisfatório para o horário em que era exibida.
Segunda reprise
O primeiro capítulo registrou 6,2 pontos, mantendo a vice-liderança na faixa vespertina. Em 11 de janeiro de 2024, com o capítulo especial sobre a queda das muralhas de Jericó, a novela bateu recorde com 6,8 pontos, liderando por um minuto. Em 7 de maio bateu seu segundo recorde com 6,9 pontos. No dia 14, bate seu terceiro recorde com 7 pontos. No dia seguinte (15) bate seu quarto recorde com 7,2 pontos. O último capítulo registrou 6,7 pontos. Teve média geral de 5,8 pontos, satisfatório para a faixa vespertina.

## Produção
A produção de uma das passagens mais emocionantes da Bíblia, a queda das muralhas de Jericó, foram gravadas por etapas e levou aproximadamente 20 dias. Em cada uma das cenas estavam envolvidos cerca de 250 profissionais.

### Efeitos especiais
Segundo os profissionais responsáveis pela cena da abertura do Rio Jordão, tudo foi produzido no computador com o auxílio da Computação gráfica: "Tudo começa antes mesmo de as câmeras serem ligadas. As cenas mais difíceis são desenhadas com detalhes no computador. Elas recebem o nome de storyboard, que nada mais é que o roteiro feito em forma de quadrinho. Depois de coloridos, os desenhos vão orientar as gravações e facilitar a execução dos efeitos, depois de coloridos, os desenhos vão orientar as gravações e facilitar a execução dos efeitos. É em um fundo todo verde que serão inseridos os efeitos da travessia do Rio Jordão. A missão dos profissionais é fazer com que tudo seja o mais real possível...Depois de tudo fotografado, a cena será reproduzida com todos os detalhes no computador...Além da água, outro ponto alto da tão esperada travessia é a quantidade de atores. O desafio é reproduzir um grupo de 2 milhões de hebreus. Para isso, é necessário o trabalho da computação gráfica, que cria os chamados dublês digitais".

## Controvérsias

### Acusação de plágio
Vários críticos de cinema, fãs de séries e o público telespectador em geral acusaram a telenovela A Terra Prometida de plágio, já que algumas semelhanças eram bastante visíveis com o sucesso global da HBO Game of Thrones. A imprensa noticiou que boa parte da trama é inspirada na série de David Benioff e D. B. Weiss, sucesso mundial baseado na série de livros A Song of Ice and Fire de George R. R. Martin, que tem revolucionado as séries televisivas desde a sua estreia, em 2011. O autor Renato Modesto não nega ter se inspirado na série. Entre 2014 e 2015, foi divulgado que Game of Thrones serviria de inspiração para a minissérie "Reinos", coproduzida com a Swen Group, que contaria com história da disputa de territórios após a morte do Rei Salomão,[carece de fontes?] além de outro projeto, a telenovela "Tribos", dessa vez ao invés de uma história da Bíblia, a trama seria ambientada na Idade Média, mas em 2016, um novo projeto de telenovela medieval foi anunciado, "Belaventura" de Gustavo Reiz.
As duas principais semelhanças entre Game of Thrones e A Terra Prometida são:

### Kalési
A personagem Kalési, interpretada pela atriz Juliana Silveira, era claramente baseada em uma das personagens centrais da trama de Game of Thrones: Daenerys Targaryen, interpretada por Emilia Clarke. Além das semelhanças físicas a personagem da trama gospel possuía o mesmo nome do que um dos principais títulos da personagem Daenerys. Na trama Daenerys é chamada de Khaleesi (leia-se Kalisi), pelo fato de ter sido rainha dos Dothraki, um povo nômade semelhante aos antigos mongóis. Além destas semelhanças a personagem da Record era chamada de rainha das serpentes, em alusão à "mãe dos dragões", outro título dado à personagem de Game of Thrones.

### Estrutura social
A série Game of Thrones se passava nos Sete Reinos de Westeros, onde predomina uma estrutura social feudal formada por 7 grandes casas, sendo que cada grande casa possuía um incontável número de casas vassalas. Na trama gospel não era diferente. No lugar dos Stark, Lannister e Targaryen, víamos na Record os Efraim, Judá, Levitas, Manassés, Benjamin, Naftali, Aser, Jericó e representantes de famílias de menor relevância.

## Trilha Sonora
1. Veludo Aca Mil
2. Atrium Aca Mil
3. Atrium Emo
4. Atrium Rom
5. Atrium Sus Emo
6. Atrium Sus Emo
7. Atrium Sus
8. Atrium Sus
9. Atrium Tri Emo
10. Atrium Tri
11. Cora Aca
12. Cora Sus
13. Eleven Sus
14. Endenter Tri
15. Evoque Sus
16. Flautada Sus Etc
17. Lonli Sus
18. Normas Aca Epc
19. Oito Tri
20. Onirical Rom
21. Onirical Sus Tri
22. Onirical Tri
23. Onirical Ten
24. Quartzo Sus
25. Retiro Emo
26. Semitando Sus
27. Semitapa Sus
28. Subiu Sus
29. Trifase Emo
30. Trifase Ten
31. Trifase Tri
32. Trono I Epc Etc
33. Trono Ii Epc Etc
34. Trono I Etc Aca
35. Trono Ii Etc Sens
36. Trono Iii Etc Sens Aca
37. Trono Iv Etc Sens
38. Trono V Etc Aca
39. Trono Vi Etc Aca
40. Trono Vi Etc Sens
41. Veludo Tri
42. Bate Aca
43. Breu I Etc
44. Cai Ten Mil
45. Caindo Aca
46. Call Aca
47. Celebra Epc
48. Comitiva Ten
49. Entender Aca
50. Imparcial Aca
51. Motivo Ten Mil
52. Medita Emo
53. Gre Sus
54. Mole Etc
55. Música Vol.3
56. Muna Epc
57. Oeste Aca Epc
58. Onirical Aca
59. Rapina Aca Epc
60. Todos Epc Emo
61. Treme Aca Ten
62. Ruptura Aca
63. Semita Sus
64. Runas Epc
65. Veludo Emo
66. Veludo Abe
67. Aruna Rom V.1
68. Aruna Rom V.2
69. Breu Iii Etn Ale V.1
70. Breu Iii Etn Ale V.2
71. Delicarpa Rom
72. Breu Iv Etn Ale
73. Cantaruna Rom
74. Celebra Rom
75. Contos Rom
76. Duca Rom Tri
77. Escuro Sus Tri
78. Retiro Aca Mil
79. Heart Rom
80. Heart Aca
81. Rica Epc
82. Jor Epc
83. Raabe
84. Una Epc
85. Semita Tri
86. Cantox Sus
87. Veludo Com
88. Heart Aca Mil
89. Harpa Chata Tri
90. Oeste Aca Mil
91. Onirical Aca Mil
92. Juntos Pelo Amor - (feat. Marcio Lott)
93. Estala 09 Etn Ale - (feat. Sami Bordokan)
94. Victory Epc Aca - (feat. Daniel Figueiredo)
95. Estala 09 Etn Sens - (feat. Sami Bordokan)
96. Veludo Abe Abeeyroad - (feat. Daniel Figueiredo)

## Exibição internacional
| País           | Canal                       | Título local                |
| -------------- | --------------------------- | --------------------------- |
| Brasil         | RecordTV                    | A Terra Prometida           |
| Brasil         | TV Brasil/Rede Mais Família | A Terra Prometida           |
|                | Rede Família                | A Terra Prometida           |
| Portugal       | RecordTV Portugal           | A Terra Prometida           |
| Cabo Verde     | RecordTV Cabo Verde         | A Terra Prometida           |
| Angola         | RecordTV África             | A Terra Prometida           |
| Moçambique     | TV Miramar                  | A Terra Prometida           |
| Japão          | RecordTV Japan              | A Terra Prometida           |
| Uganda         | RecordTV Uganda             | A Terra Prometida           |
| Madagáscar     | RecordTV Madagascar         | A Terra Prometida           |
| União Europeia | RecordTV Europa             | A Terra Prometida           |
| Chile          | TVN                         | Josué y la Tierra Prometida |
| Argentina      | Telefe                      | Josué y la Tierra Prometida |

Polska.             Tv Trwam

## Reprises
Foi reprisada pela primeira vez no horário das 19h45 na Record, de 25 de julho de 2018 a 20 de maio de 2019, substituindo sua antecessora original Os Dez Mandamentos e sendo substituída pela inédita Topíssima.
Foi reprisada pela segunda vez de 4 a 25 de março de 2022, agora em versão compactada de 16 capítulos, na faixa das 21h00 (junto com Gênesis e Os Dez Mandamentos), enquanto que a novela inédita substituta, intitulada Reis (que originalmente substituiria Gênesis), seguia em estado de pré-produção. A ideia era apresentar os textos em ordem cronológica da Bíblia. O resumo das três novelas recebeu o título de A Bíblia.
Foi reprisada na íntegra pela TV Brasil, de 26 de julho de 2022 a 18 de fevereiro de 2023, substituindo A Escrava Isaura e sendo substituída pela série Brasil Imperial às 20h00. Foi a terceira novela a ser exibida pelo canal governamental. Também foi exibida simultaneamente pela Rede Mais Família.
Foi reprisada pela Rede Família, canal irmão da RecordTV, entre 6 de março de 2023 e 1 de março de 2024, em 260 capítulos, substituindo novamente a sua antecessora original Os Dez Mandamentos e sendo substituída por Reis às 19h30.
 

Foi reprisada pela terceira vez na Record entre 2 de outubro de 2023 e 3 de junho de 2024, em 176 capítulos, substituindo mais uma vez Os Dez Mandamentos e sendo substituída por Apocalipse, às 15h30.